# Septima (orgelstämma)
Septima är en orgelstämma av typen alikvotstämma som vanligen är 2 2⁄7´, 1 1⁄7´ och 4⁄7´. Stämman tillhör kategorin labialstämmor.